# Rives (Lot-et-Garonne)
Rives település Franciaországban, Lot-et-Garonne megyében. Lakosainak száma 195 fő (2022. január 1.). Rives Beaumontois-en-Périgord, Mazières-Naresse, Rayet és Villeréal községekkel határos.

## Népesség
A település népessége az elmúlt években az alábbi módon változott:
| Lakosok száma | 228  | 223  | 235  | 240  | 232  | 235  | 212  | 203  | 197  | 195  |
|               | 1968 | 1990 | 2006 | 2011 | 2015 | 2016 | 2018 | 2019 | 2021 | 2022 |